# Álvaro Peña Herrero
Álvaro Peña Herrero (Bilbao, 24 ottobre 1991) è un calciatore spagnolo, centrocampista del Racing Ferrol.

## Carriera
Cresciuto nel settore giovanile dell'Athletic Bilbao, il 28 novembre 2012 esordisce in prima squadra, nella partita di Europa League vinta per 0-2 contro l'Ironi Kiryat Shmona. Il 16 luglio 2013 passa al Lugo, con cui resta per due stagioni. Il 31 agosto 2015 viene tesserato dal Racing Santander, imponendosi come titolare nel ruolo e fornendo ottime prestazioni. Il 5 luglio 2017 firma un biennale con l'Alcorcón.

## Statistiche

### Presenze e reti nei club
Statistiche aggiornate all'8 dicembre 2018.
| Stagione                | Squadra                 | Campionato              | Campionato | Campionato | Coppe nazionali | Coppe nazionali | Coppe nazionali | Coppe continentali | Coppe continentali | Coppe continentali | Altre coppe | Altre coppe | Altre coppe | Totale | Totale |
| Stagione                | Squadra                 | Comp                    | Pres       | Reti       | Comp            | Pres            | Reti            | Comp               | Pres               | Reti               | Comp        | Pres        | Reti        | Pres   | Reti   |
| ----------------------- | ----------------------- | ----------------------- | ---------- | ---------- | --------------- | --------------- | --------------- | ------------------ | ------------------ | ------------------ | ----------- | ----------- | ----------- | ------ | ------ |
| mag. 2011               | Bilbao Athletic         | SDB                     | 1          | 0          | -               | -               | -               | -                  | -                  | -                  | -           | -           | -           | 1      | 0      |
| 2011-2012               | Bilbao Athletic         | SDB                     | 28         | 0          | -               | -               | -               | -                  | -                  | -                  | -           | -           | -           | 28     | 0      |
| 2012-2013               | Bilbao Athletic         | SDB                     | 30+4       | 2          | -               | -               | -               | -                  | -                  | -                  | -           | -           | -           | 34     | 2      |
| Totale Bilbao Athletic  | Totale Bilbao Athletic  | Totale Bilbao Athletic  | 59+4       | 2          |                 | -               | -               |                    | -                  | -                  |             | -           | -           | 63     | 2      |
| 2012-2013               | Athletic Bilbao         | PD                      | -          | -          | CR              | -               | -               | UEL                | 2                  | 0                  | -           | -           | -           | 2      | 0      |
| 2013-2014               | Lugo                    | SD                      | 37         | 2          | CR              | 2               | 0               | -                  | -                  | -                  | -           | -           | -           | 39     | 2      |
| 2014-2015               | Lugo                    | SD                      | 28         | 2          | CR              | 2               | 0               | -                  | -                  | -                  | -           | -           | -           | 30     | 2      |
| Totale Lugo             | Totale Lugo             | Totale Lugo             | 65         | 4          |                 | 4               | 0               |                    | -                  | -                  |             | -           | -           | 69     | 4      |
| 2015-2016               | Racing Santander        | SDB                     | 31+3       | 4          | -               | -               | -               | -                  | -                  | -                  | -           | -           | -           | 38     | 4      |
| 2016-2017               | Racing Santander        | SDB                     | 36+6       | 4          | CR              | 4               | 0               | -                  | -                  | -                  | -           | -           | -           | 35     | 4      |
| Totale Racing Santander | Totale Racing Santander | Totale Racing Santander | 67+9       | 8          |                 | 4               | 0               |                    | -                  | -                  |             | -           | -           | 80     | 8      |
| 2017-2018               | Alcorcón                | SD                      | 40         | 6          | CR              | 0               | 0               | -                  | -                  | -                  | -           | -           | -           | 40     | 6      |
| 2018-2019               | Alcorcón                | SD                      | 14         | 1          | CR              | 1               | 0               | -                  | -                  | -                  | -           | -           | -           | 15     | 1      |
| Totale Alcorcón         | Totale Alcorcón         | Totale Alcorcón         | 54         | 7          |                 | 1               | 0               |                    | -                  | -                  |             | -           | -           | 55     | 7      |
| Totale carriera         | Totale carriera         | Totale carriera         | 245+13     | 21         |                 | 9               | 0               |                    | 2                  | 0                  |             | -           | -           | 269    | 21     |